# Crossoloricaria variegata
Crossoloricaria variegata és una espècie de peix de la família dels loricàrids i de l'ordre dels siluriformes.

## Morfologia
- Els mascles poden assolir 26,5 cm de longitud total.[1][2]

## Hàbitat
És un peix d'aigua dolça i de clima tropical.

## Distribució geogràfica
Es troba a Amèrica: conques dels rius Mamoni, Tuira i Yape a Panamà, i del San Juan i Sinu a Colòmbia.